# ستيف ارتشر
ستيف ارتشر (بالإنجليزية: Steve Archer)‏ هو مغني ومغن مؤلف أمريكي، ولد في 5 يناير 1953 في موهافي في الولايات المتحدة.

## وصلات خارجية
- ستيف ارتشر على موقع ميوزك برينز (الإنجليزية)
- ستيف ارتشر على موقع ديسكوغز (الإنجليزية)